# Abha Khatua
Abha Khatua (* 7. September 1995) ist eine indische Leichtathletin, die sich auf das Kugelstoßen spezialisiert hat.

## Sportliche Laufbahn
Erste internationale Erfahrungen sammelte Abha Khatua bei den Südasienspielen 2019 in Kathmandu, bei denen sie mit einer Weite von 15,32 m die Goldmedaille gewann. 2022 siegte sie mit 16,71 m beim Qosanov Memorial und im Jahr darauf belegte sie bei den Hallenasienmeisterschaften in Astana mit 14,80 m den fünften Platz. Im Juli gewann sie dann bei den Freiluftmeisterschaften in Bangkok mit 18,06 m die Silbermedaille hinter der Chinesin Song Jiayuan.
2019 wurde Khatua indische Meisterin im Kugelstoßen.

## Persönlichkeiten
- Kugelstoßen: 18,06 m, 16. Juli 2023 in Bangkok
  - Kugelstoßen: 14,80 m, 11. Februar 2023 in Astana